# Michele Bonatesta
Michele Bonatesta (Viterbo, 23 aprile 1942 – Viterbo, 11 gennaio 2024) è stato un politico e giornalista italiano, senatore per due legislature nelle file di Alleanza Nazionale.

## Biografia
Di professione giornalista, fu impegnato in politica con il Movimento Sociale Italiano, con il quale fu eletto più volte consigliere comunale a Viterbo e consigliere provinciale.
Confluì poi in Alleanza Nazionale, con cui venne eletto consigliere regionale del Lazio alle elezioni del 1995.
Nell'aprile 1996 diventò senatore, carica nella quale fu confermato anche alle elezioni del 2001; concluse il proprio mandato parlamentare nel 2006.
Nel 2013 si candidò a sindaco di Viterbo con una lista civica chiamata Insieme per il Territorio, ottenendo l'1,15% dei voti.
Bonatesta morì a Viterbo l'11 gennaio 2024 all'età di 81 anni.